# سابانچی
سابانچی (به لاتین: Sabanchi) یک منطقهٔ مسکونی در روسیه است که در باشقیرستان واقع شده‌است.